# Tomáš Němec (spisovatel)
Tomáš Němec (* 5. června 1976, Duchcov) je český spisovatel věnující se žánru science fiction a fantasy.

## Životopis
Narozen v roce 1976 v Duchcově, v současnosti žije v Praze, člen ultras FK Teplice.
Vystudoval Obchodní akademii v Teplicích, nedokončil práva na Západočeské univerzitě v Plzni, živil se jako speditér, účetní a ekonomický referent.
V letech 2003–2013 působil v magazínu Pevnost (Ceny Akademie SFFH v kategorii „Nejlepší časopis“ za roky 2004–2010 a 2012), zpočátku jako zástupce šéfredaktora, posléze jako šéfredaktor. Nyní pracuje v nakladatelství FANTOM Print.
Publikoval čtyři kratší práce, z nichž za povídku Poslední z vymírajícího národa získal v roce 2003 cenu O nejlepší fantasy. Do populárního sci-fi / fantasy seriálu Agent JFK přispěl epizodami Chladná hra (2006) a Stín legendy (2007). Sestavil také čtyři antologie: Dobro vítězí (1995, sp. Jiří Přibyl), Tváře budoucnosti (2005), Orbitální šerloci (2006, sp. Antonín K. K. Kudláč) a Společenstvo Pevnosti (2014, sp. Martin Fajkus).

## Dílo

### Povídky
- Pevné písky starých pravd (Nemesis 1997, č. 5),
- Poslední z vymírajícího národa (antologie Fantasy 1993 / 2003 – Sborník soutěže O nejlepší fantasy, Klub Julese Vernea 2004; Pevnost 2007, č. 5; antologie Společenstvo Pevnosti, FANTOM Print 2014),
- Přijdu k vám dnes v noci (antologie 2004: Český horor, Mladá fronta 2004),
- Zkurvenej byznys (Fantázia 36, 2006; sbírka povídek Martina Friedricha Mrtví & neklidní, Epocha 2011).

### Knihy
- Chladná hra, Triton 2006, pátá část série Agent JFK, román,
- Stín legendy, Triton 2007, dvanáctá část série Agent JFK, román.
- Život válečníka, 2022

### Antologie povídek, jejichž byl editorem
- Dobro vítězí, Perseus 1995,
- Tváře budoucnosti, Triton 2005,
- Orbitální šerloci, Mladá fronta 2006,
- Společenstvo Pevnosti, FANTOM Print 2014.